# Spyridium
Spyridium är ett släkte av brakvedsväxter. Spyridium ingår i familjen brakvedsväxter.

## Bildgalleri

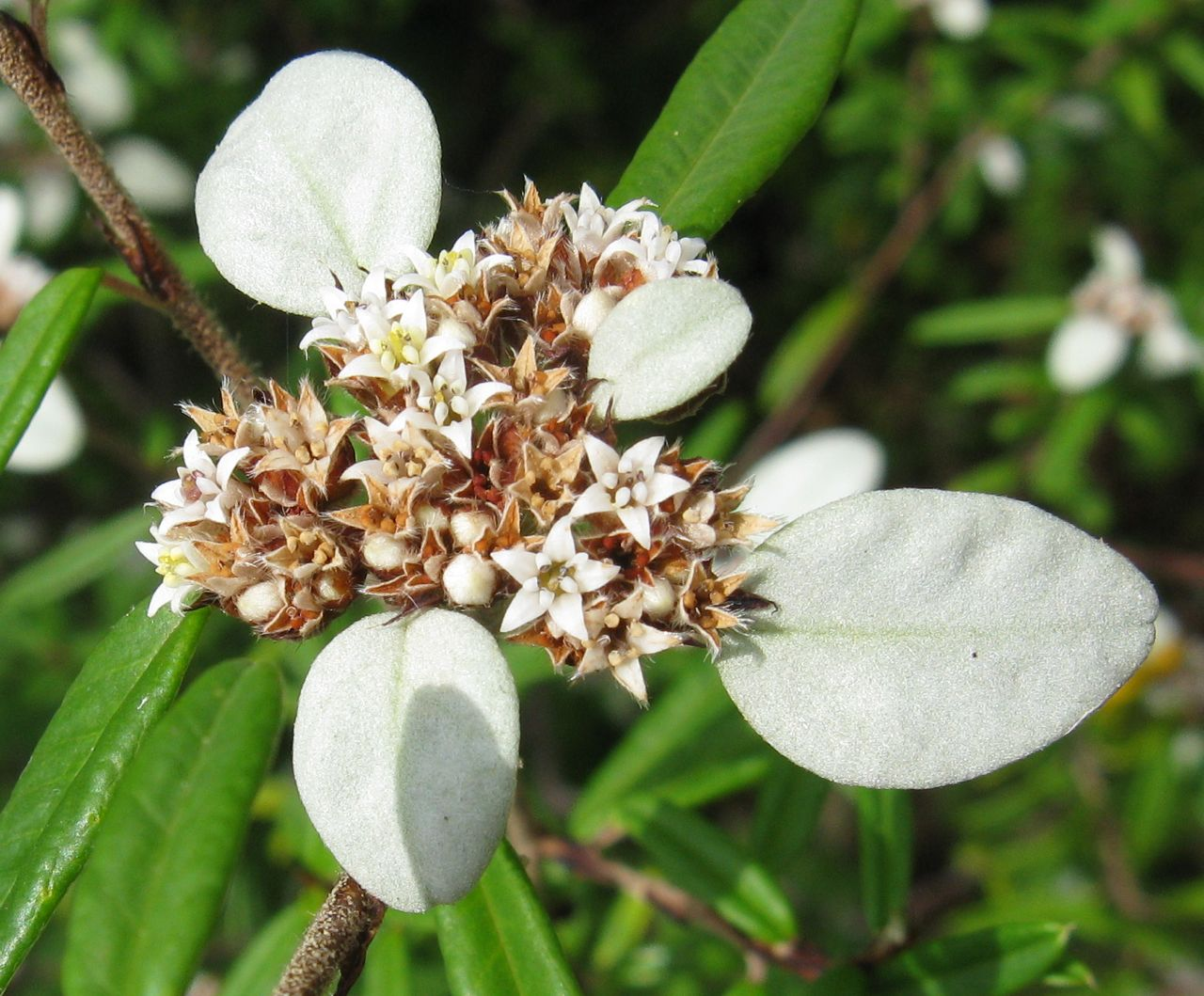
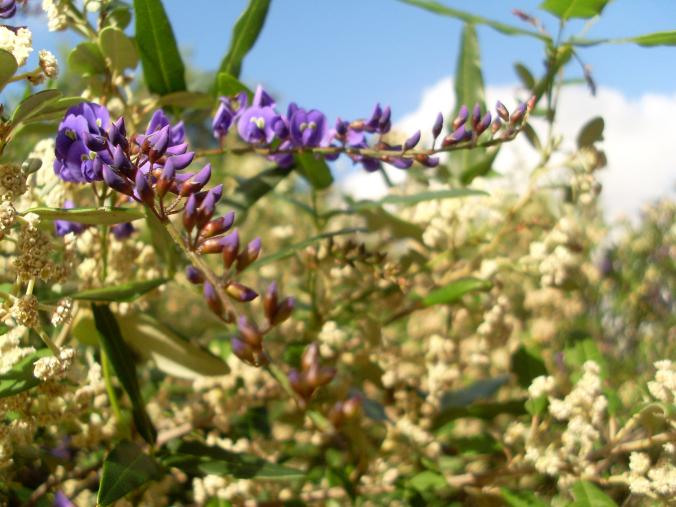
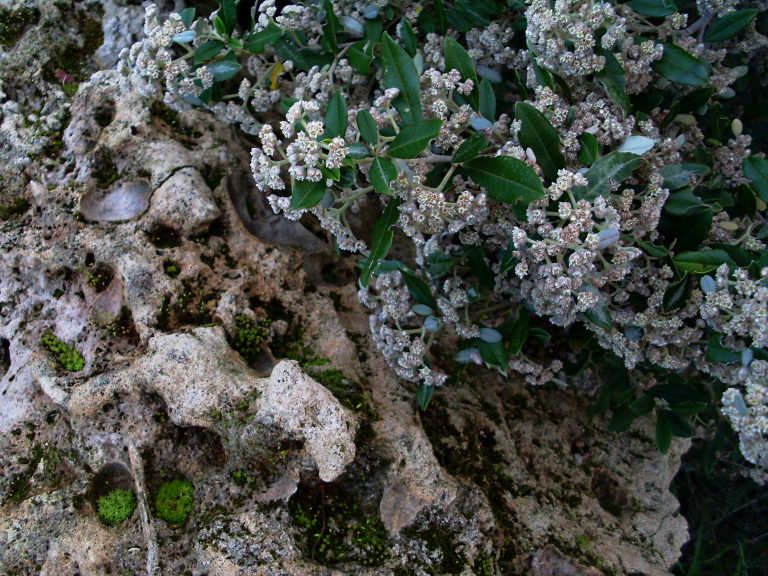
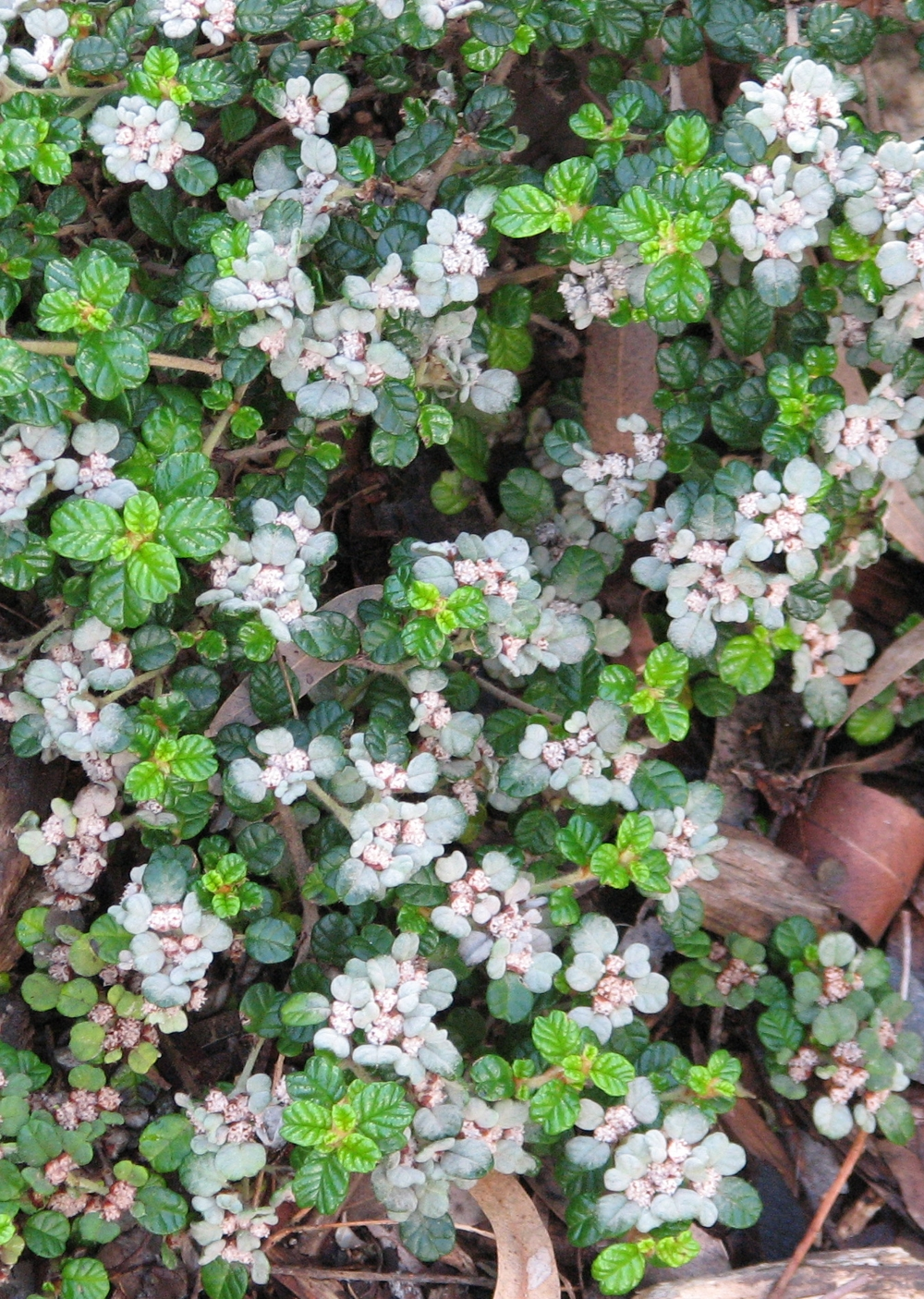
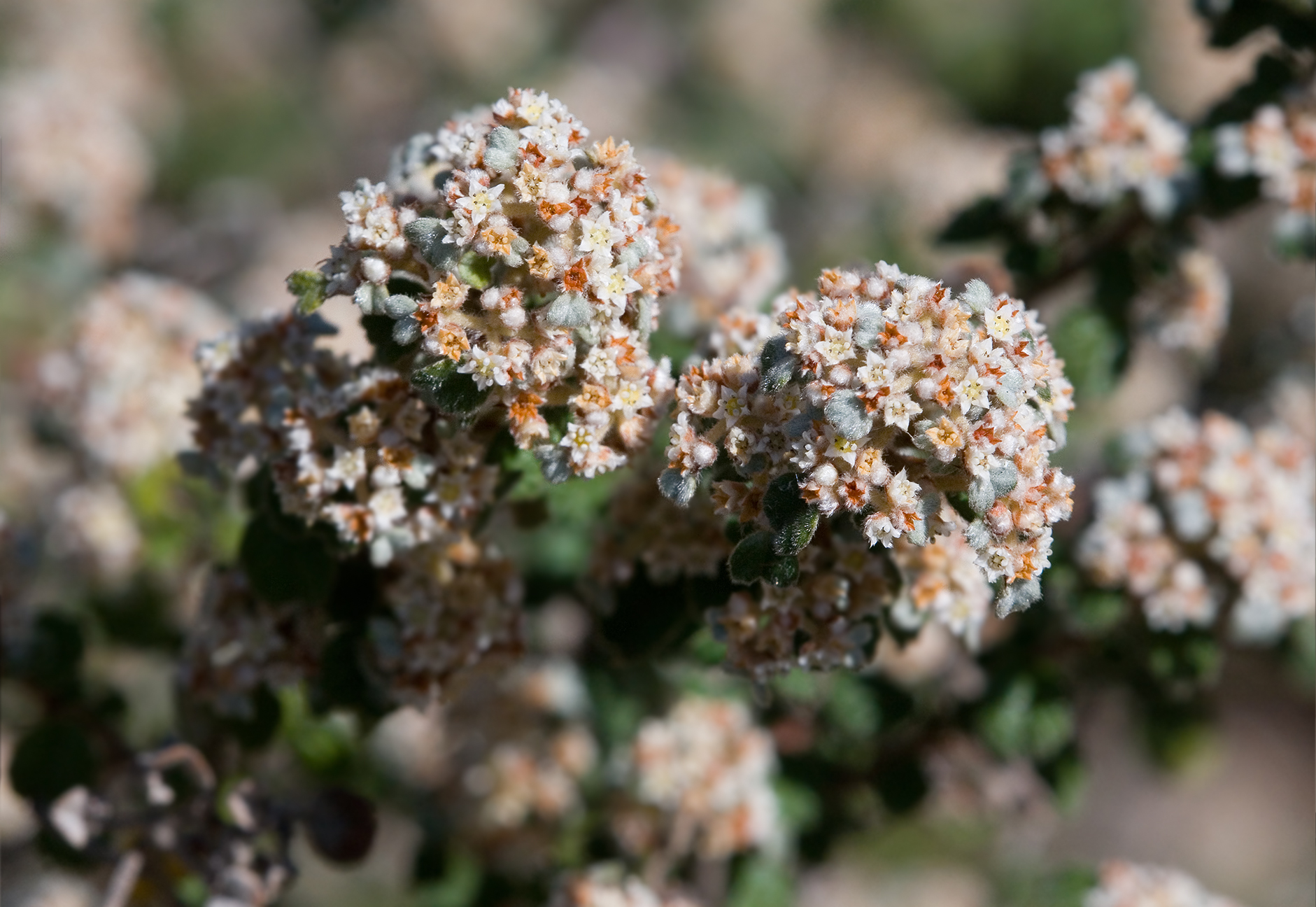

## Dottertaxa tillSpyridium, i alfabetisk ordning[1]
- Spyridium bifidum
- Spyridium burragorang
- Spyridium buxifolium
- Spyridium cinereum
- Spyridium coactilifolium
- Spyridium coalitum
- Spyridium cordatum
- Spyridium daltonii
- Spyridium denticuliferum
- Spyridium eriocephalum
- Spyridium erymnocladum
- Spyridium fontis-woodii
- Spyridium furculentum
- Spyridium glaucum
- Spyridium globulosum
- Spyridium gunnii
- Spyridium halmaturinum
- Spyridium kalganense
- Spyridium leucopogon
- Spyridium majoranifolium
- Spyridium microcephalum
- Spyridium microphyllum
- Spyridium minutum
- Spyridium montanum
- Spyridium mucronatum
- Spyridium nitidum
- Spyridium obcordatum
- Spyridium obovatum
- Spyridium oligocephalum
- Spyridium phlebophyllum
- Spyridium phylicoides
- Spyridium polycephalum
- Spyridium ramosissimum
- Spyridium riparium
- Spyridium scabridum
- Spyridium scortechinii
- Spyridium spadiceum
- Spyridium spathulatum
- Spyridium stenophyllum
- Spyridium subochreatum
- Spyridium thymifolium
- Spyridium tricolor
- Spyridium tridentatum
- Spyridium ulicinum
- Spyridium westringiifolium
- Spyridium vexilliferum